# Technische Gase
Technische Gase sind Gase, die in technischem Maßstab hergestellt und eingesetzt werden. Sie besitzen teilweise einen durch Normen spezifizierten hohen Reinheitsgrad, der durch Gasaufbereitung erreicht wird. Vom Begriff Industriegase lassen sich technische Gase durch diesen Reinheitsgrad abgrenzen, da der Ausdruck Industriegas keine Stoffreinheit spezifiziert. Es kann sich bei technischen Gasen sowohl um Gase aus einem einzelnen Element, als auch um Gasgemische aus diesen reinen Gasen handeln. Ihren Namen haben diese Gase daher, dass die erforderlichen Reinheiten in der Regel nur durch die Gewinnung in verfahrenstechnischen Anlagen erreicht werden können. Im Gegensatz dazu stehen Gase, die ohne weitere Behandlung aus natürlichen Lagern abgepumpt und verwendet werden, wie manche Brenngase, Natur-Kohlendioxid.

## Verwendung
In der Industrie (Stahl, Eisen, Kupfer, Glas, Fahrzeug, Chemie, Pharma etc.) werden technische Gase in Reinform und in gemischter Form verwendet. In Abhängigkeit von den Erfordernissen des spezifischen Produktionsprozesses wird durch die technischen Gase eine Reaktion verhindert (z. B. Inertgas wie Stickstoff oder Argon) oder eine Reaktion erzeugt (z. B. Formiergas aus Stickstoff und Wasserstoff). Auch zur Dichtheitsprüfung (meist Helium) werden technische Gase verwendet. Luft kann für die Industrie ebenfalls ein technisches Gas sein, so z. B. Magerluft.
In der Lebensmitteltechnik werden technische Gase regelmäßig als Verpackungsgas, eingesetzt und in Verpackungsmaschinen der Lebensmittelverpackung zudotiert oder bei der Lebensmittelproduktion als Reifegas eingesetzt. Dabei dienen technische Gase in Reinform oder in gemischter Form als Schutzgas zur Verhinderung unerwünschter Reaktionen (z. B. Fäulnis) oder Herbeiführung erwünschter Reaktionen (z. B. Erhalt von Geschmack, Textur und Aussehen oder der Reifung durch Bananengas).
In der Analysentechnik werden technische Gase zur Prüfung als Nullgas oder Kalibriergas eingesetzt.
Beim Technischen Tauchen dürfen aus gesundheitlichen Gründen außer atmosphärischer Luft nur geeignete Technische Gase als Atemgase verwendet werden.

## Herkunft
In kleineren Mengen können technische Gase abgefüllt in Gasflaschen oder Gasflaschen-Bündeln bei den Herstellern technischer Gase (in Deutschland z. B. Linde, Air Liquide, Praxair – heute Nippon Gases, Messer Group, Westfalen etc.) beschafft werden. Bei höherem Mengenbedarf werden die technischen Gase in Flüssiggas-Tanks von diesen Gaseherstellern zu den Unternehmen geliefert und vor Ort in die Gasphase durch Verdampfung überführt und dann gasförmig bereitgestellt. Das reine technische Gas wird dann durch Gasmischer für den Produktionsprozess in der richtigen Qualität, Menge und Druck als Gasgemisch erzeugt.

## Normen
Die DIN EN ISO 14175 (Schweißzusätze) spezifiziert für verschiedene technische Gase unterschiedliche Grade der Reinheit. Der Name eines Gases oder Gasgemischs enthält hier meist eine Zahl, die den Grad des maximal zulässigen Anteils von Fremdgasen als negative Zehnerpotenz darstellt. So darf etwa Helium 6.0 einen maximalen Anteil von 10−6.0 oder 1 ppm an Fremdgasen enthalten. Darüber hinaus ist jeweils die zulässige Zusammensetzung der Fremdgase spezifiziert. Diese Norm findet auch abseits der Schweißtechnik breite Verwendung für die dort spezifizierten Gase, wie Argon, Helium oder Sauerstoff.